# Lhota (Přerov)
Lhota é uma comuna checa localizada na região de Olomouc, distrito de Přerov.